# Kaiserschlacht
Kaiserschlacht (z niem. Bitwa Cesarza), inne nazwy: ofensywa wiosenna 1918 oraz ofensywa Ludendorffa – seria ataków wojsk niemieckich na zachodnim froncie I wojny światowej, rozpoczynająca się 21 marca 1918 roku. Celem ofensywy było przełamanie frontu i pokonanie aliantów przed przybyciem wojsk amerykańskich.
Kaiserschlacht podzielony został na cztery operacje o kryptonimach Michael, Georgette, Gneisenau oraz Blücher-Yorck, które miały być wprowadzane w takiej kolejności. Główną operacją był Michael – miał on na celu okrążenie i zniszczenie sił Brytyjczyków, w wyniku czego front od Sommy do kanału La Manche zostałby właściwie pozbawiony obrońców, co umożliwiłoby wdarcie się wojsk niemieckich w głąb terytorium Francji, omijając trzon wojsk francuskich, zajęcie Paryża i zmuszenie Francji do podpisania pokoju. Pozostałe operacje miały na celu odwrócenie uwagi od tej głównej.
Ofensywa rozpoczęła się 21 marca 1918 roku uderzeniem około 750-tysięcznej armii z 6 tysiącami dział na długości 60 kilometrów frontu zachodniego (Operacja Michael). Początkowo wojska niemieckie odnosiły sukcesy. Posuwano się na zachód dość szybko, brano jeńców i zdobywano dobra materialne. Niektóre oddziały zdobywały nawet 40 kilometrów dziennie. Wyniki podobne do tych zdarzyły się tylko w 1914, na początku wojny. Mimo sukcesów, ofensywa nie osiągnęła żadnego celu. Pod koniec maja Niemcy przystąpiły do ofensywy na froncie francuskim (operacja Blücher-Yorck). I tutaj były sukcesy militarne, ale nie przełożyły się one na konsekwencje polityczne. Ostatnia próba przerwania frontu miała miejsce 15 lipca nad Marną (bitwa nad rzeką Marną). Wstrzymano  ją już 17 lipca, a dzień później kontrofensywę rozpoczęły armie pod dowództwem francuskim i amerykańskim. 14 sierpnia 1918 roku dowódca generał Erich Ludendorff doniósł o porażce.
Ofensywa skończyła się formalnym sukcesem Niemców, jednak z powodów logistycznych (braki w zaopatrzeniu przez rozciągnięcie linii transportowych) nie zostały zrealizowane cele ostateczne. W sierpniu nastąpiła aliancka kontrofensywa (ofensywa stu dni) przy wsparciu wojsk amerykańskich, co ostatecznie zmusiło Niemcy do rokowań pokojowych.

## Galeria

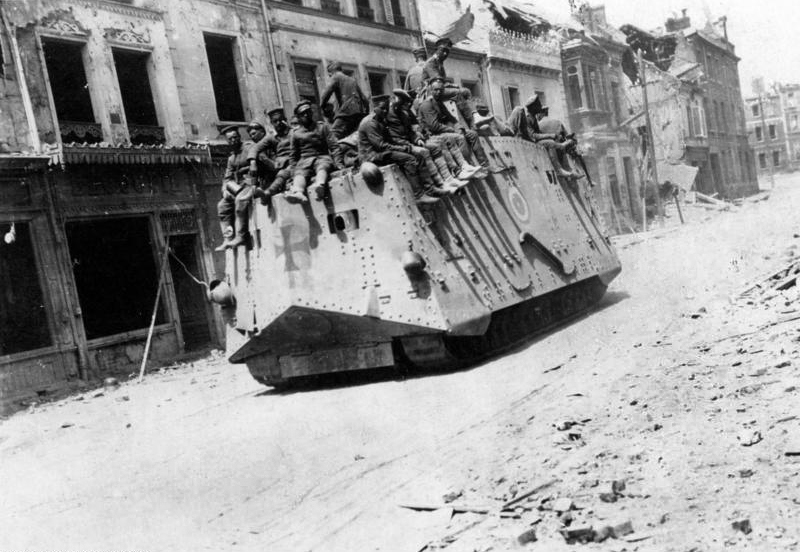
Niemiecki czołg typu A7V w Roye, 21 marca 1918
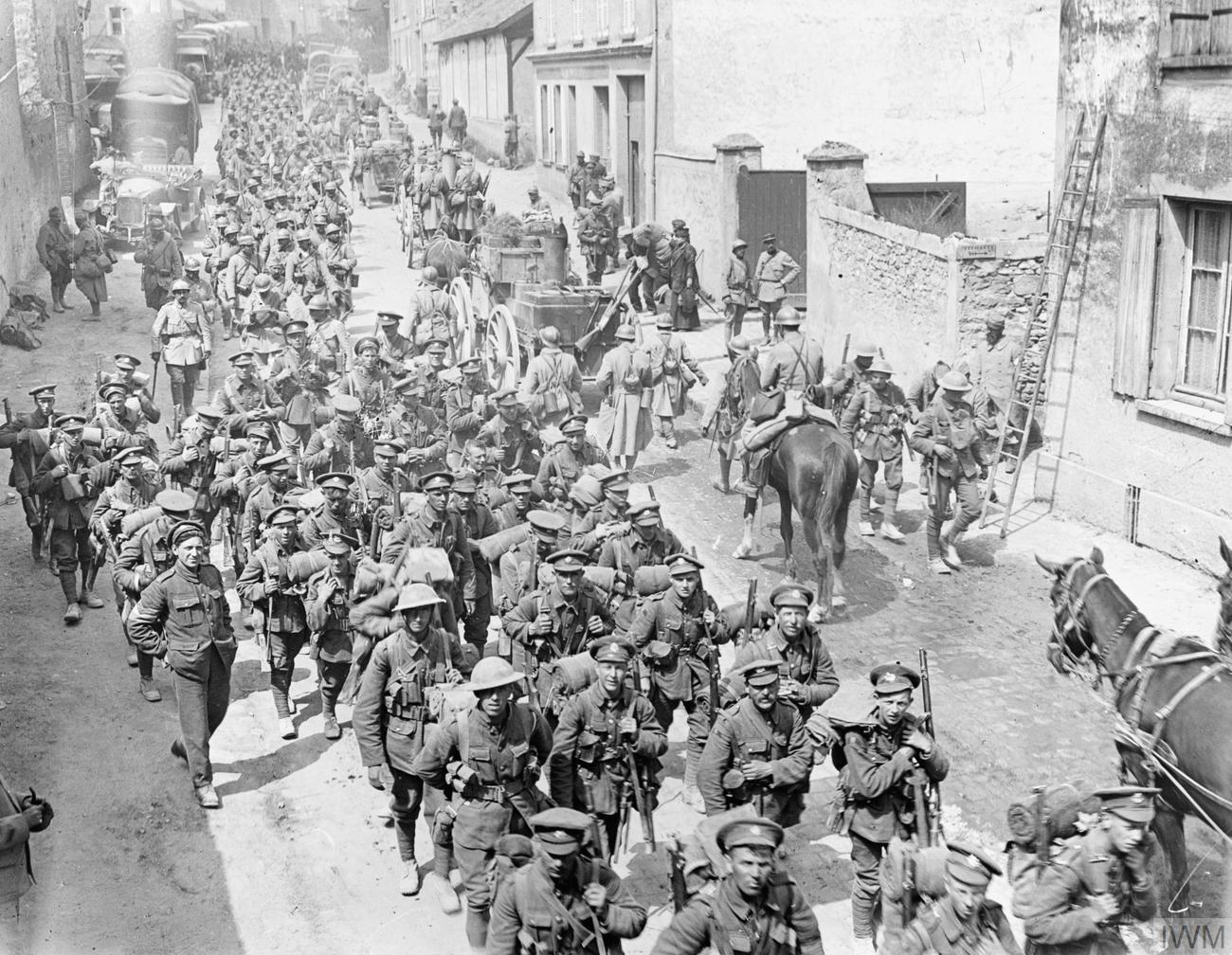
Wojska francuskie i brytyjskie maszerują przez Passy-sur-Marne, 29 maja 1918
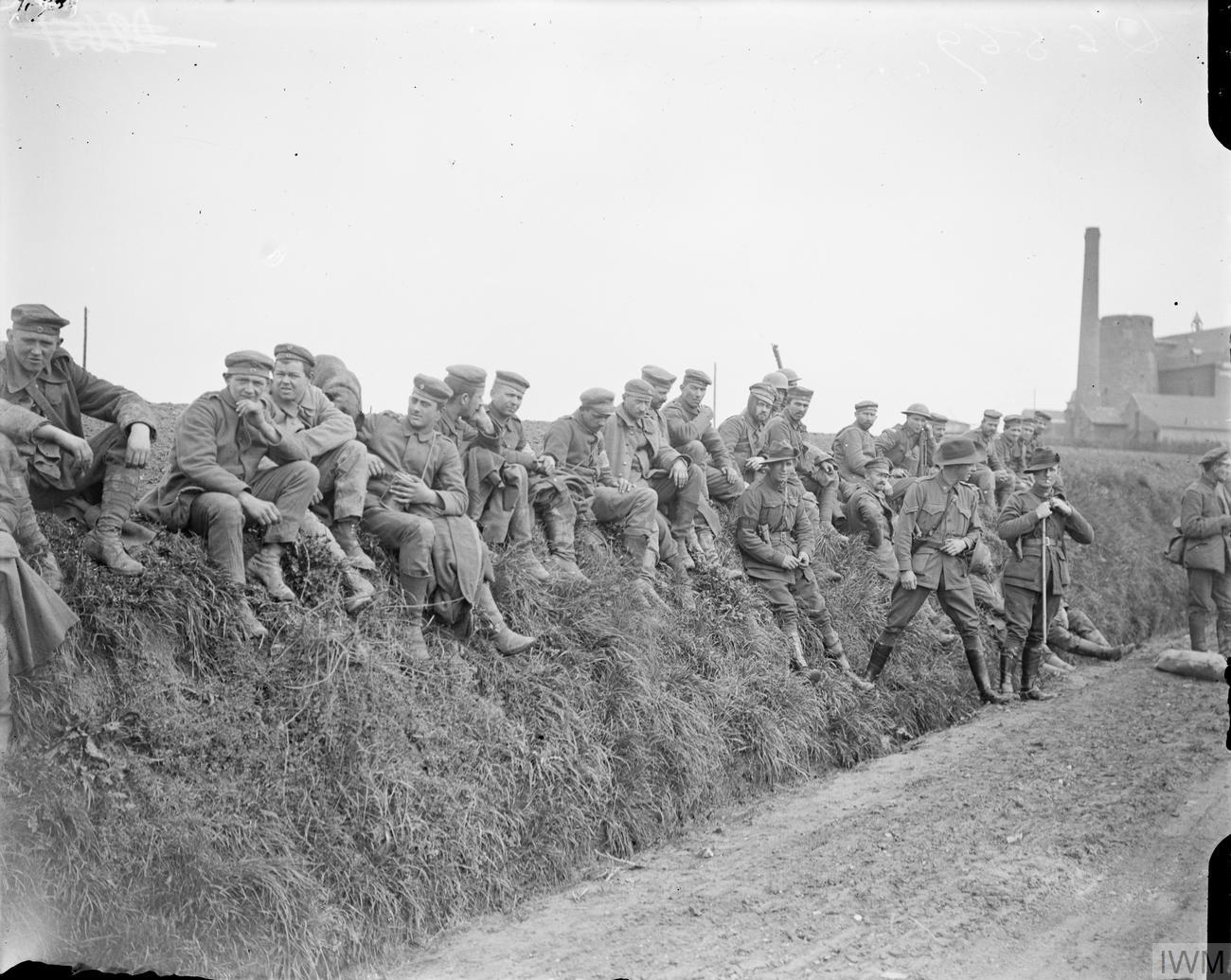
Niemieccy jeńcy pilnowani przez wojska australijskie, Caëstre, 23 kwietnia 1918